# Pterogaulus
Pterogaulus – wymarły rodzaj ziemnych gryzoni z rodziny Mylagaulidae. Zamieszkiwał Wielkie Równiny Ameryki Północnej 20,43 do 10,3 mln lat temu.

## Występowanie
Kopalne ślady występowania Pterogaulus odkrywano wyłącznie na terenie Wielkich Równin Ameryki Północnej (Saskatchewan, Kolorado, Nebraska) i były datowane na miocen.